# 菊池俊吉
菊池俊吉（きくち しゅんきち、1916年5月1日 - 1990年11月5日）は日本昭和時代の写真家である。

## 略歴
1916年（大正5年）、岩手県花巻市御田屋町生まれ。1937年（昭和12年）、オリエンタル写真学校を卒業後、1938年（昭和13年）東京光芸社写真部に入社し、報道写真家として始まり。1941年（昭和16年）岡田桑三が設立した東方社写真部に入社、1942年（昭和17年）2月に創刊された陸軍参謀本部の対外宣伝グラフ誌『FRONT』の写真部員となる。戦時中、日本本土及び外地の部隊、産業記録撮影など幅広く活躍した。
1945年（昭和20年）敗戦後、解散の東方社スタッフは文化社として再建。同年9月、文部省の学術調査団のもとで原爆被災地の医療状況を記録映画撮影、スチール写真担当として医学班に属し、10月1日~10月22日被爆後の広島を撮影。1946年（昭和21年）4月、焼け野原となった東京ドキュメントとして『東京1945年・秋』を出版。1947年（昭和22年）8月、復興中の広島をアピールするための写真集『LIVING HIROSHIMA (PDF) 』製作のために再び広島へ。文化社の解散後、1951年（昭和26年）以降『世界』、『中央公論』、『婦人公論』などのグラビア頁を担当。科学雑誌に内外科学者のプロフィールと科学実験など科学分野の写真で知られた。1985年（昭和60年）、歴史的資料となる写真集『銀座と戦争』、『昭和の歴史』に作品が掲載。
1990年（平成2年）、急性白血病により逝去、享年74。

## 写真集
- 岩波書店編集部 編集『廣島 戰爭と都市』（岩波写真文庫、1952年、2008年復刻版） ISBN 978-4-00-028276-5
- 平和博物館を創る会『銀座と戦争』（平和のアトリエ、1986年） ISBN 4-938365-04-9
- 『日本陸軍写真集（1） 機械化部隊の主力戦車』（グリーンアロー出版社、1994年） ISBN 4-7663-3158-3
- 『陸軍航空隊の記録 第1集 航空ファンイラストレイテッド No.79』（文林堂、1994年）
- 『陸軍航空隊の記録 第2集 航空ファンイラストレイテッド No.80』（文林堂、1995年）
- 『飛燕戦闘機隊 帝都防空の華、飛行第244戦隊写真史』（大日本絵画、2004年） ISBN 4-499-22860-3　　解説・桜井隆
- 『日本陸軍の機甲部隊1 鋼鉄の最精鋭部隊 千葉戦車学校・騎兵学校』（大日本絵画、2008年） ISBN 978-4-499-22970-8　　解説・北川誠司
- 『日本陸軍の機甲部隊2 大陸の機甲戦闘演習 満州公主嶺・代々木・銀座』（大日本絵画、2008年） ISBN 978-4-499-22978-4　　解説・北川誠司
- 『鍾馗戦闘機隊 帝都防衛の切り札・陸軍飛行第70戦隊写真史』（大日本絵画、2008年） ISBN 978-4-499-22982-1 　　解説・伊沢保穂
- 『鍾馗戦闘機隊2 陸軍戦闘隊の総本山 明野陸軍飛行学校小史』（大日本絵画、2009年） ISBN 978-4-499-22996-8 　　解説・伊沢保穂
- 『隼戦闘機隊 陸軍戦闘隊の花形 飛行第50戦隊』（大日本絵画、2019年） ISBN 978-4-499-23262-3

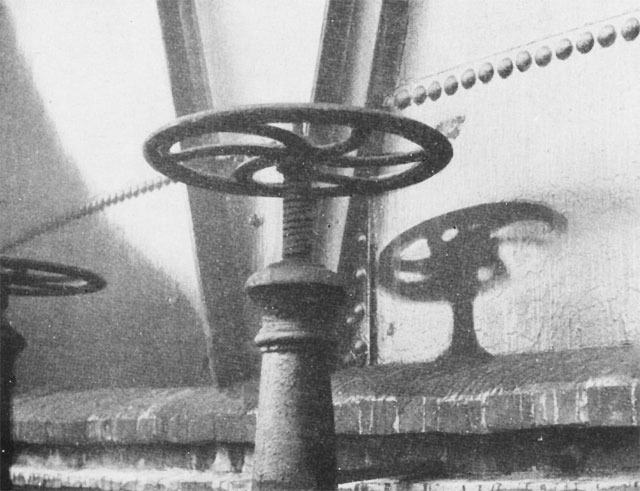
Atomic Effects
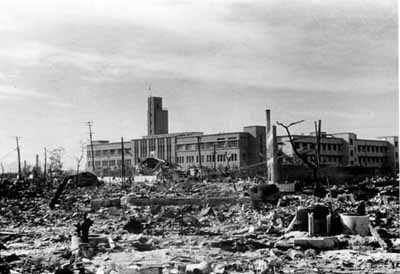
Hiroshima red cross hospital, 1945
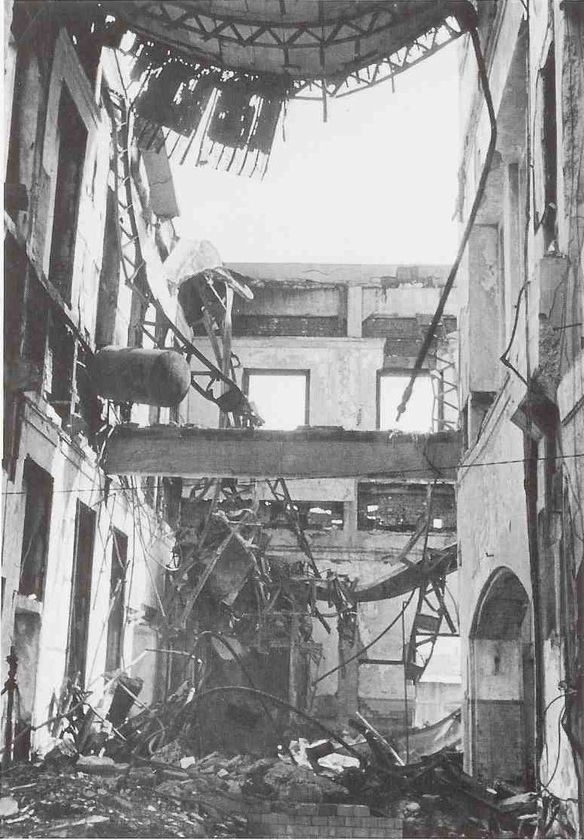
Hiroshima Station, 1945
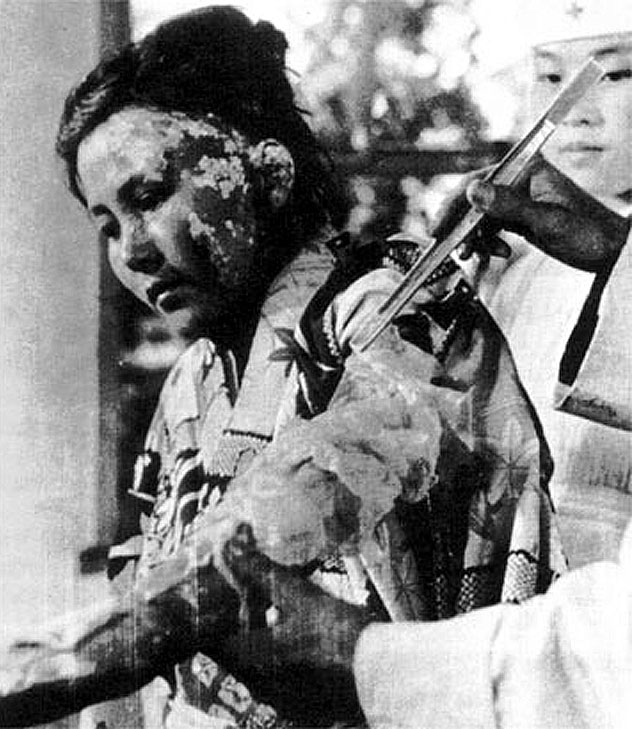
Victim of Atomic Bomb